# Nemesia randa
Nemesia randa là một loài nhện trong họ Nemesiidae.
Nemesia randa được miêu tả năm 2005 bởi Decae.